# Saint-Alexandre (Gard)
Saint-Alexandre (okzitanisch: Sent Alexandre) ist eine französische Gemeinde mit 1.250 Einwohnern (Stand: 1. Januar 2022) im Département Gard in der Region Okzitanien (bis 2015 Languedoc-Roussillon); sie gehört zum Arrondissement Nîmes und zum Kanton Pont-Saint-Esprit. 

## Geografie
Saint-Alexandre liegt etwa 49 Kilometer nordnordöstlich von Nîmes und etwa 18 Kilometer nordwestlich von Orange. Umgeben wird Saint-Alexandre von den Nachbargemeinden Pont-Saint-Esprit im Norden, Mondragon im Osten, Vénéjan im Südosten, Saint-Nazaire im Süden, Saint-Gervais im Südwesten sowie Carsan im Westen.

## Bevölkerungsentwicklung
| Jahr                      | 1962 | 1968 | 1975 | 1982 | 1990 | 1999 | 2006 | 2013 |
| Einwohner                 | 498  | 517  | 522  | 664  | 955  | 978  | 1066 | 1122 |
| Quelle: Cassini und INSEE |      |      |      |      |      |      |      |      |

## Sehenswürdigkeiten

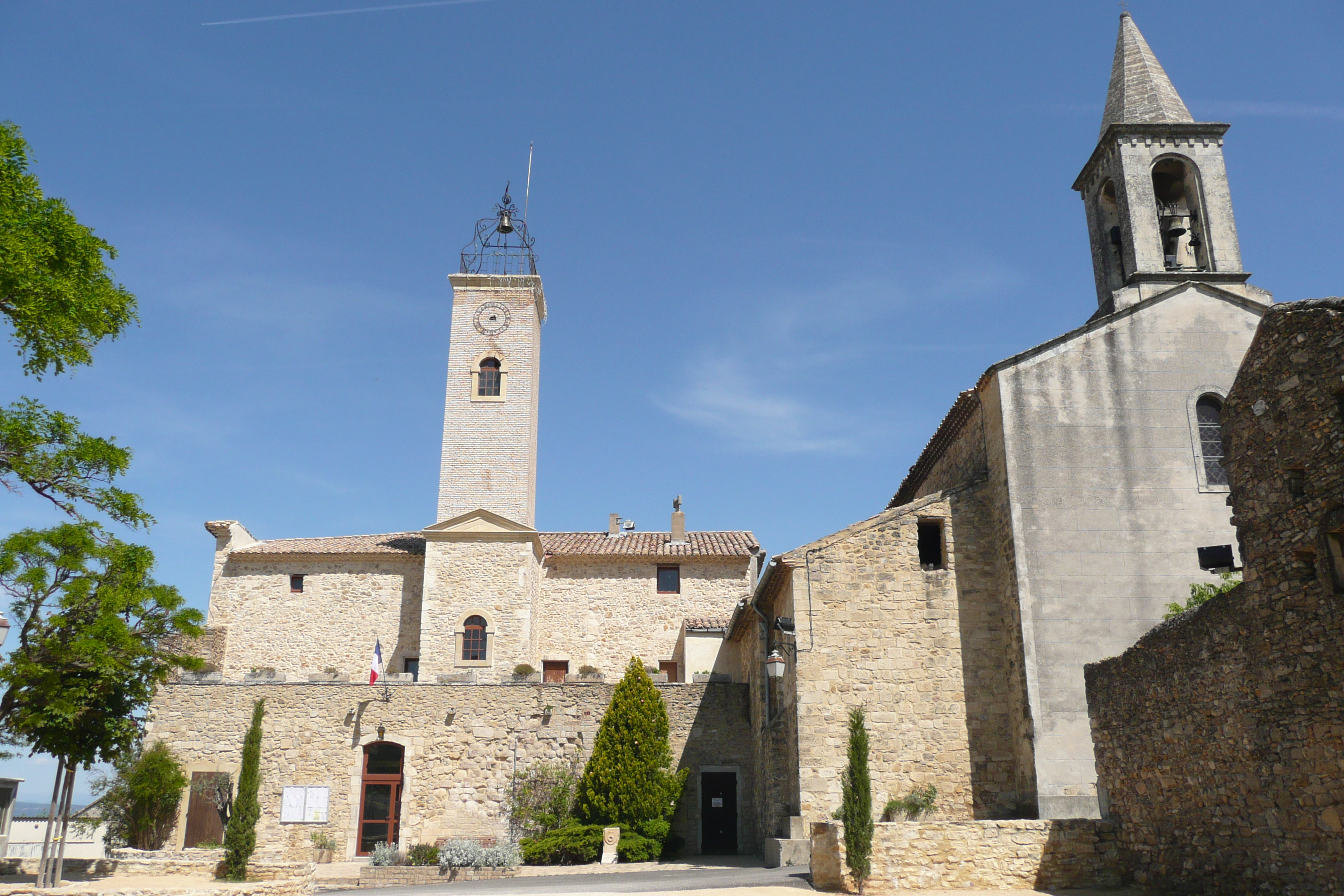
Kirche Saint-Alexandre

- Kirche Saint-Alexandre

## Persönlichkeiten
- Philippe de Pastour de Costebelle (1661–1717), Marineoffizier und Gouverneur von Plaisance und der Île Royale